# مقاطعة بيرين (جورجيا)
مقاطعة بيرين (بالإنجليزية: Berrien County)‏ هي إحدى المقاطعات في ولاية جورجيا في الولايات المتحدة الأمريكية.